# 줄리아 보저럽

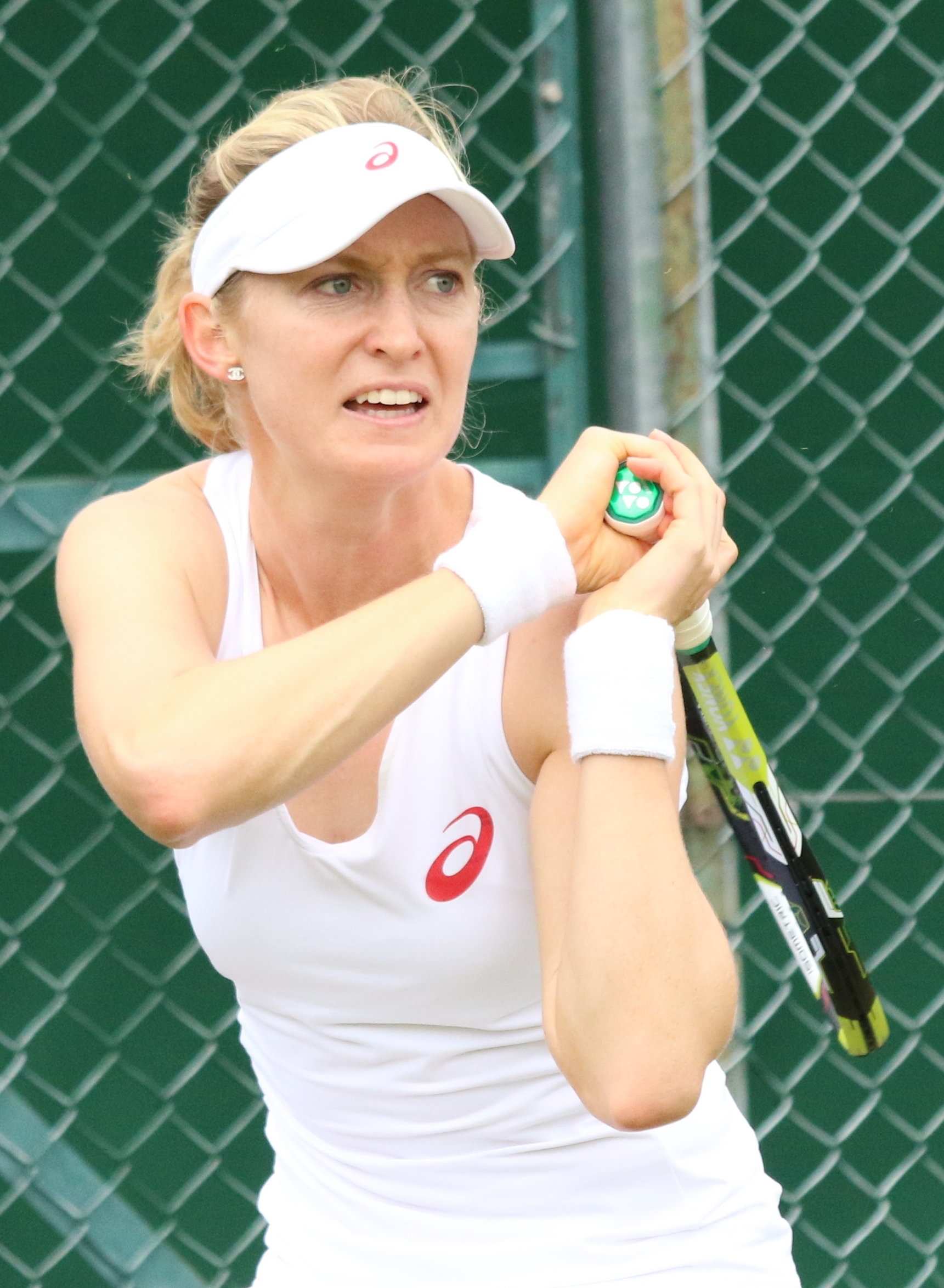
2016년 윔블던 선수권 대회에서

줄리아 보저럽(영어: Julia Boserup, 1991년 9월 9일 캘리포니아주 샌타모니카 ~ )은 미국의 프로 테니스 선수이다. 2017년에 세계 랭킹 85위에 올랐다. 프랑스 오픈에서는 1회전에서 페트라 크비토바에게 패했다. 어머니는 덴마크인이다.